# Circolare 13500
La Circolare 13500, emanata in piena guerra il 14 agosto 1941, contiene le direttive per eliminare le manchevolezze delle sistemazioni difensive verso i nuovi procedimenti di attacco basati sull'impiego di robusti mezzi offensivi destinati alla neutralizzazione delle opere fortificate e di reparti guastatori destinati all'espugnazione delle stesse.

## Estremi della circolare
| Autorità emittente        | Stato Maggiore R. Esercito - Ufficio Operazioni I - Sezione 5ª |
| Luogo di emissione e data | P. M. 9, 14 agosto 1941 - XIX                                  |
| Protocollo                | N. 13500 di prot. Segreto                                      |
| Allegati                  | nessuno                                                        |
| Oggetto                   | Fortificazione permanente.                                     |
| Firma                     | Il Capo di S. M. dell'Esercito ROATTA                          |

## Sintesi del documento
La Circolare 13500 è il frutto di una visita organizzata per il 19 luglio 1941 dal Comando del Corpo d'Armata Territoriale di Wiesbaden al Settore Fortificato della Sarre della Linea Maginot, a cui partecipò il colonnello Mancinelli, capo della delegazione italiana presso la Commissione Tedesca di Armistizio.

### Circolare 13500 - Fortificazione permanente
Il documento inizia elencando alcuni problemi, già enunciati nella Circolare 15000, che richiedono ulteriori precisazioni per evitare omissioni o manchevolezze che, alla recente esperienza di guerra, possano infirmare l'efficienza tattica delle sistemazioni difensive. Detti problemi sono:
- la difesa contro i carri;
- la potenza delle opere;
- la difesa vicina;
- la comandabilità.

La messa a punto dei primi due tende a neutralizzare l'azione dei "nuovi mezzi offensivi" (carri cannone solidamente corazzati e artiglierie a tiro teso serrate alle brevi distanze) destinati alla distruzione o alla neutralizzazione degli elementi attivi delle opere fortificate; quella del terzo a neutralizzare l'azione dei reparti guastatori destinati all'espugnazione delle opere; quella del quarto ad accrescere le possibilità di resistenza dei difensori.

#### Difesa contro carri

##### Difesa passiva

###### Scaglionamento in profondità
Diversamente dagli attuali sbarramenti che prevedono un solo ostacolo antistante alle opere più avanzate, occorre applicare il criterio dello scaglionamento in profondità, interponendo ostacoli multipli davanti a quelli anzidetti. In particolare dovranno essere previsti:
- sbarramenti di allarme collegati con le retrostanti difese anticarro, con lo scopo di evitare l'attacco di sorpresa;
- interruzioni stradali, con lo scopo di ritardare l'attaccante impedendogli, per un certo tempo, di alimentare la battaglia.

###### Tipi di ostacolo
Il fosso anticarro con rivestimento in muratura è l'ostacolo più efficace nei terreni pianeggianti. Spesso sarà però conveniente ricorrere ad ostacoli più economici e veloci da realizzare, come:
- tagli a petto o scarpate o muri in calcestruzzo nei terreni accidentati;
- blocchi in calcestruzzo nei letti dei torrenti.

La tagliata con ponte in legno è l'ostacolo più efficace sulle rotabili. Sulle rotabili accessibili solo a carri leggeri la tagliata potrà essere sostituita da spezzoni di profilati di ferro disposti su più ordini.
Gli ostacoli con cancellata scorrevole o con funi metalliche sono particolarmente idonei per gli sbarramenti di allarme per la loro pronta messa in opera.
Gli ostacoli devono essere dimensionati per i tipi di carri che si prevede vengano impiegati su quel tipo di terreno.

###### Tracciato
Da evitare il tracciato rettilineo per gli ostacoli di notevole sviluppo: la spezzata facilita il fiancheggiamento e consente ai pezzi anticarro di agire anche in profondità.

###### Campi minati
Dove è possibile l'impiego in massa dei carri sarà opportuno far precedere i suddetti ostacoli da campi minati per logorare e rallentare l'attacco in profondità.

##### Difesa attiva

###### Scaglionamento in profondità
Anche per la difesa attiva vale ilo criterio dello scaglionamento in profondità, per evitare che si verifichi il dilagamento di massa dei carri nell'interno e a tergo dello sbarramento.

###### Armi per azioni di fiancheggiamento
La difesa attiva è attualmente affidata alle armi incasamattate nelle opere, cioè a:
- pezzi contro carro (cannoni da 47/32 e 57/43);
- artiglierie di piccolo calibro (cannoni da 65/17 e 75/27);
- eccezionalmente lanciafiamme (per il fiancheggiamento di ostacoli di limitato sviluppo);

Concorrono alla difesa attiva tutte le artiglierie, in opera o allo scoperto, che hanno azione sullo sbarramento.

###### Armi per azioni in profondità
L'azione delle artiglierie contro carro non deve essere limitata al fiancheggiamento dell'ostacolo, ma deve estendersi anche in profondità per battere d'infilata le vie d'accesso e le provenienze più pericolose.
Per limitare le dimensioni delle feritoie è opportuno affidare ad armi distinte le azioni di fiancheggiamento e in profondità.

###### Nuove armi contro carro
Vista la tendenza all'aumento della mole, dell'armamento e della corazzatura dei carri armati, è necessario dotarsi di bocche da fuoco di maggior calibro o dotate di maggior capacità di perforazione.
Per questo scopo sono allo studio nuove installazioni da 75/46 e 90/53.
Gli attuali pezzi contro carro da 47/32 e 57/43 saranno riservati al fiancheggiamento, sempreché non siano necessarie armi di maggiore potenza.

#### Potenza delle opere

##### Specie delle armi
La tendenza a portare subito in linea grosse armi offensive rende inconcepibile armare le opere fortificate quasi esclusivamente con mitragliatrici. 

Nelle nuove costruzioni risulta quindi necessario variare a favore di pezzi di artiglieria la proporzione fra questi e le mitragliatrici, a prescindere dall'aumento dei pezzi anticarro. 

Deve essere data, inoltre, maggiore estensione all'impiego dei mortai all'interno delle opere.

Bisogna in sostanza essere in grado di opporre alla massa dei mezzi pesanti avversari un adeguato volume di fuoco di artiglierie e mortai ad azione ravvicinata ben protetti, lasciando alle mitragliatrici l'insostituibile ruolo di arresto contro la fanteria.

Fanno eccezione le «sistemazioni tipo C», previste dalla Circolare 15000 sulle direttrici che permettono solo l'attacco da parte di piccoli reparti, dove nella maggioranza dei casi sono sufficienti le mitragliatrici.

##### Numero delle armi
In molte delle nostre opere, anche complesse, la parte attiva si riduce a poche mitragliatrici e in esse è stato attuato di rado l'abbinamento in postazioni distinte delle armi importanti disposto dalla Circolare 15000.

Anche se è allo studio l'adozione di mitragliatrici binate sulla stessa installazione per aumentare il volume di fuoco, occorre assicurare sulle zone più sensibili e sulle direttrici più pericolose l'azione di fuoco da postazioni distinte per evitare che la neutralizzazione di un solo elemento attivo determini situazioni pericolose per la difesa.

Anche le artiglierie (ad eccezione dei pezzi anticarro destinati al fiancheggiamento dell'ostacolo) ed i mortai dovranno essere impiegati in casematte attigue, ma distinte.

In conclusione occorre aumentare in ciascuna opera il numero delle armi in modo che la potenza dell'opera sia commisurata alla mole dei lavori che ne costituiscono il complesso.

#### Difesa vicina
La difesa vicina ha assunto eccezionale importanza con l'impiego generalizzato dei guastatori. Occorre quindi perfezionare le nostre opere, che per la nota mancanza di torrette affidano la difesa vicina al fiancheggiamento da parte di quelle vicine. 

Anche se il principio che ciascuna opera deve essere in grado di coprire con i propri mezzi la difesa vicina, è già stato nettamente enunciato in precedenti direttive, la sua messa in pratica ha fatto finora scarsi progressi. È quindi indispensabile eliminare queste deficienze mediante l'adozione nelle nuove costruzioni di:
- piastre a chiusura ermetica per mitragliatrici, artiglierie e mortai (in corso di studio);
- postazioni per fucile mitragliatore e lanciafiamme per il fiancheggiamento delle feritoie e delle cannoniere accessibili dall'esterno;
- postazioni per mortai per eliminare al massimo le zone non battute;
- fossi diamante davanti agli ingressi ed alle feritoie e cannoniere dove non è possibile eseguire tagli a petto;
- caditoie per bombe a mano per la difesa dei fossi diamante;
- caponiere o porte garitta per la difesa degli ingressi;
- lanciafiamme ad azione circolare per la difesa del tetto delle opere in sostituzione, ove manchino i materiali metallici, delle torrette osservatorio attive;
- ostacoli multipli e profondi, costituiti da reticolato basso su robusti paletti di ferro, per impedire l'accesso alle feritoie e sul cielo delle postazioni.

Per le costruzioni esistenti devono invece essere studiati opportuni adattamenti.

#### Comandabiltà

##### Osservazione
Con la prevista adozione delle piastre a chiusura ermetica, che rendono necessario il puntamento delle armi mediante cannocchiale o collimatore, si accentuano l'importanza e la criticità dell'osservazione.

Nell'applicazione delle norme stabilite dalla Circolare 1700 si dovrà dunque partire dal seguente principio inderogabile: «assicurare al comandante dell'opera buona osservazione generale; assicurare al capo di ogni singola arma, o coppia di armi binate, buona osservazione nel settore di tiro delle armi stesse».

##### Collegamenti
Le singole postazioni devono essere collegate a voce o per telefono con almeno uno degli osservatori in grado di esercitare la sorveglianza del loro campo di tiro.

##### Sviluppo e accessi interni
Lo sviluppo delle opere non deve essere troppo grande. Quando lo è non si ha più l'«opera grossa» prescritta dalla Circolare 15000, ma piuttosto un vasto e complicato aggregato di postazioni unite fra loro, ai locali centrali ed ai servizi da pozzi, taluni dei quali verticali o quasi, quindi di difficile accesso segnatamente nel corso dell'azione, e da cunicoli, taluni dei quali di lunghezza eccessiva.

È dunque necessario:
- tenere maggiormente raccolte le opere in modo che le postazioni e gli osservatori siano collegati al corpo centrale da brevi cunicoli;
- se non è possibile mantenersi in detti limiti, si prevedano due opere invece di una;
- ricavare o migliorare gli accessi a pozzo delle postazioni e degli osservatori secondo le direttive della Circolare 5220 dell'Ispettorato dell'Arma del Genio.

#### Doppio fronte negli sbarramenti di vallata
Il problema del «doppio fronte negli sbarramenti di vallata» non è stato oggetto finora particolari precisazioni, anche se ha già avuto parziale applicazione pratica.

L'esperienza della guerra in corso impone che per tutti gli sbarramenti di vallata che si trovano maggiormente esposti all'azione di manovra avversaria, sia attuata un'organizzazione di fuoco destinata a proteggere il fronte di gola da azioni provenienti da tergo. 

L'opportunità di attuare tale organizzazione di fuoco, integrata da ostacoli passivi controcarro, dovrà essere esaminata caso per caso anche per gli sbarramenti esistenti, allo scopo di predisporre studi e provvedimenti per garantire l'efficienza delle sistemazioni difensive.